# Явленський сільський округ
Я́вленський сільський округ (каз. Явленка ауылдық округі, рос. Явленский сельский округ) — адміністративна одиниця у складі Єсільського району Північноказахстанської області Казахстану. Адміністративний центр та єдиний населений пункт — село Явленка.
Населення — 6032 особи (2021; 5630 у 2009, 6106 у 1999, 6767 у 1989).
Станом на 1989 рік існувала Явленська сільська рада (село Явленка).